# Kim Hye-lim
Kim Hye-lim (kor.: 김혜림, ur. 6 grudnia 1985) – koreańska szablistka, brązowa medalistka mistrzostw świata.
Podczas mistrzostw świata w Turynie w 2006 roku wywalczyła brązowy medal w turnieju indywidualnym. Wyprzedziły ją jedynie Amerykanki: Rebecca Ward i Mariel Zagunis. W zawodach drużynowych była tam dziewiąta. Była też między innymi ósma drużynowo na mistrzostwach świata w Petersburgu (2007).
Wywalczyła srebrny medal drużynowo na igrzyskach azjatyckich w Doha. Zdobyła również kolejny srebrny medal w turnieju drużynowym oraz złoty w indywidualnym na igrzyskach azjatyckich w Kantonie (2010).
Nigdy nie wzięła udziału w igrzyskach olimpijskich.